# Atletisme als Jocs Olímpics d'estiu de 1908 - llançament de disc estil antic masculí
Els llançament de disc estil antic masculí va ser una de les sis proves de llançaments que es disputaren durant els Jocs Olímpics de Londres de 1908. La prova es va disputar el 18 de juliol de 1908 amb la participació de 23 atletes procedents de vuit nacions diferents.
En aquesta prova els llançadors llançaven el disc des de dalt d'una plataforma rectangular elevada per sobre del sòl. L'estil estava estrictament prescrit per les regles de la competició. Aquesta modalitat de llançament es disputà per primera vegada el 1906, però ja no es tornà a disputar mai més després d'aquesta edició.

## Medallistes
| Or                    | Plata           | Bronze                |
| Martin Sheridan (USA) | Bill Horr (USA) | Verner Järvinen (FIN) |

## Resultats
| Posició | Nom                 | País         | Distància    |
| ------- | ------------------- | ------------ | ------------ |
| 1       | Martin Sheridan     | Estats Units | 37.99 metres |
| 2       | Bill Horr           | Estats Units | 37.32 metres |
| 3       | Verner Järvinen     | Finlàndia    | 36.48 metres |
| 4       | Arthur Dearborn     | Estats Units | 35.65 metres |
| 5       | Michalis Dorizas    | Grècia       | 33.34 metres |
| 6       | Nikolaos Georgantas | Grècia       | 33.21 metres |
| 7       | István Mudin        | Hongria      | 33.11 metres |
| 8       | Wilbur Burroughs    | Estats Units | 32.81 metres |
| 9       | Elmer Niklander     | Finlàndia    | 32.46 metres |
| 10      | Umberto Avattaneo   | Itàlia       | 29.15 metres |
| 11-23   | Platt Adams         | Estats Units | Desconegut   |
| 11-23   | John Barrett        | Regne Unit   | Desconegut   |
| 11-23   | Alfred Flaxman      | Regne Unit   | Desconegut   |
| 11-23   | Folke Fleetwood     | Suècia       | Desconegut   |
| 11-23   | John Garrels        | Estats Units | Desconegut   |
| 11-23   | György Luntzer      | Hongria      | Desconegut   |
| 11-23   | Walter Henderson    | Regne Unit   | Desconegut   |
| 11-23   | Imre Mudin          | Hongria      | Desconegut   |
| 11-23   | Henry Leeke         | Regne Unit   | Desconegut   |
| 11-23   | Eric Lemming        | Suècia       | Desconegut   |
| 11-23   | Ernest May          | Regne Unit   | Desconegut   |
| 11-23   | Mór Kóczán          | Hongria      | Desconegut   |
| 11-23   | Miroslav Šustera    | Bohèmia      | Desconegut   |